# Bérgson Gustavo Silveira da Silva
Bérgson Gustavo Silveira da Silva, mais conhecido como Bérgson (Alegrete, 9 de fevereiro de 1991), é um futebolista brasileiro que atua como centroavante. Atualmente defende o Johor Darul Ta'zim.

## Carreira
Bérgson iniciou a carreira em 2004, na categoria infantil do Internacional. Sem espaço no clube, transferiu-se para o Grêmio em 2006. Em 2009 disputou seu primeiro Campeonato Brasileiro de Futebol Sub-20 e em 2010 a sua primeira Copa São-Paulo de Futebol Júnior, sendo um dos destaques da campanha do time gaúcho. Em dezembro de 2009 atuou pela primeira vez pelo time principal. Foi protagonista de uma grande polêmica quando entrou no jogo da última rodada do Campeonato Brasileiro de 2009 contra o Flamengo, quando teria dito ao jogador Douglas Costa a frase: "Parou.. Não chuta mais no gol!" e que até hoje não foi muito bem esclarecido. Na situação o rival, Sport Club Internacional seria campeão brasileiro caso o Grêmio não perdesse a partida, o que obviamente aconteceu. Com a vitória pelo placar de 2–1 o Flamengo sagrou-se campeão e as duas torcidas saíram felizes do estádio.
Em 2010 foi promovido ao plantel profissional, tendo poucas chances no time titular pela sua falta de experiência e pela concorrência com jogadores de mais renome no futebol nacional. Em 2010, Bérgson sofreu com a concorrência, pois o Grêmio estava recheado de atacantes, como Borges, Leandro, Jonas, André Lima  e William.
No início de 2011 foi emprestado pelo Grêmio ao Suwon Samsung Bluewings, clube da Coreia do Sul. Porém, sem conseguir se firmar, o jogador acertou seu retorno ao Grêmio no mesmo ano.
Em 26 de julho de 2011 foi anunciado seu empréstimo ao Vila Nova até o final do ano.
No início de 2012 reapresentou-se ao Grêmio e passou a treinar em separado, fora dos planos do tricolor gaúcho, até ser emprestado, em 4 de janeiro de 2012, ao Ypiranga de Erechim para a disputa do Campeonato Gaúcho.
Em 2013 foi emprestado ao Juventude, em retribuição à contratação de 5 jogadores pelo Grêmio, havendo cláusula de rescisão, em seu contrato, caso haja interesse por algum clube das Séries "A" ou "B", após o Gauchão.
No dia 20 de agosto de 2013, foi anunciado como reforço da Portuguesa para a sequência do Brasileirão 2013.
Em 2014, foi emprestado novamente, desta vez, para a Chapecoense.
Em janeiro de 2015, foi emprestado, para o Busan IPark. Na metade do ano foi contratado pelo Náutico para disputar a Série B 2015. No timbu marcou 4 gols incluindo um no clássico contra o Santa Cruz em pleno Arruda para empatar o jogo em 1–1, jogo que o Náutico venceria por 3–1. Em 2016 renovou o seu vínculo com o time pernambucano e disputou o Campeonato Pernambucano a Copa do Brasil e o Brasileiro Série B.
Ainda em 2016, foi anunciado como reforço do Paysandu para a temporada de 2017, na qual sagrou-se campeão e artilheiro do BanParazão 2017 com 10 gols, sendo que, três gols foram marcados nas duas partidas das finais do campeonato contra o maior rival do Paysandu, o Remo.
Em 2017, foi um dos artilheiros do campeonato brasileiro da Série B, com 16 gols jogando pelo Paysandu. Após o final do campeonato, já em dezembro, foi anunciado como reforço do Athletico Paranaense para a temporada de 2018.
Após o Campeonato Paranaense, Bérgson rescindiu seu contrato com o Athletico Paranaense, e acertou por 2 anos, com o Ceará.
Em 2022, Bergson foi notável visto que marcou 47 gols em 35 jogos, ele liderou a lista de maiores artilheiros do ano, acima de jogadores como Mbappé, Haaland, Lewandowski, Benzema e Kane.

## Títulos
Paysandu
- Campeonato Paraense: 2017

Athletico Paranaense
- Copa Sul-Americana: 2018
- Taça Dirceu Krüger: 2019
- Campeonato Paranaense: 2019

Ceará
- Copa do Nordeste: 2020

Johor Darul Ta'zim
- Campeonato Malaio: 2021, 2022, 2023
- Copa FA da Malásia: 2022, 2023, 2024
- Copa da Malásia: 2022, 2023
- Supercopa da Malásia: 2022, 2023

### Base
Grêmio
- Campeonato Brasileiro - Sub-20: 2010.

### Prêmio individuais
- Campeonato Paraense de 2017 - Artilheiro (11 gols)
- Campeonato Brasileiro Série B de 2017 - Artilheiro (16 gols)
- Copa da Malásia de 2022 - Artilheiro (7 gols)
- Campeonato Malaio de 2022 - Artilheiro (29 gols)
- Melhor Jogador Estrangeiro da Malásia: 2022